# Barga (département)
Pour les articles homonymes, voir Barga (homonymie).
Barga est un département et une commune rurale de la province du Yatenga, situé dans la région du Nord au Burkina Faso.

## Géographie

### Démographie
- En 1996, le département comptait 26 760 habitants recensés[2].
- En 2003, le département comptait 29 962 habitants estimés[3].
- En 2006, le département comptait 30 319 habitants recensés[4].
- En 2019, le département comptait 51 223 habitants recensés[1].

## Administration

### Villages
Le département et la commune rurale de Barga est administrativement composé de vingt-deux villages, dont le village chef-lieu homonyme (données de population consolidées en 2012, issues du recensement général de 2006) :
- Barga-Mossi (ou Barga) (3 041 habitants), chef-lieu
- Barga-Peulh (128 habitants)
- Dano (153 habitants)
- Derhogo (2 224 habitants)
- Dinguila-Peulh (984 habitants)
- Dinguiri (4 934 habitants)
- Goronga (284 habitants)
- Karma (ou Kama) (895 habitants)
- Kerga (1 667 habitants)
- Koubithiou (81 habitants)
- Koubi-Todiam (103 habitants)
- Lemnogo-Mossi (1 345 habitants)
- Lemnogo-Peulh (275 habitants)
- Méné (5 620 habitants)
- Pabio (320 habitants)
- Pééla (800 habitants)
- Poucouma-Ramsa (159 habitants)
- Ramdolla-Mossi (1 721 habitants)
- Ramdolla-Peulh (138 habitants)
- Sabouna (3 620 habitants)
- Tébéla (1 154 habitants)
- Tingsobaré (233 habitants)